# アクトゥエレ・カメラ
『アクトゥエレ・カメラ』（ドイツ語: Aktuelle Kamera）は、ドイツ民主共和国（東ドイツ）国営のドイツテレビジョン放送（DFF、1972年2月11日に「ドイツ民主共和国テレビ放送」〈DDR-FS〉に改称）の看板ニュース番組。1952年2月21日に放送開始。1957年10月11日から毎日の放送になり、1990年12月14日放送終了。東ドイツ政府の代表的なプロパガンダ手段としても知られる。

## 編集方針
元々『アクトゥエレ・カメラ』は、当時の東ドイツを支配したドイツ社会主義統一党（SED）に対して（他の東側諸国の標準と比べても）かなり批判的だった。これは当時放送範囲が限られたために、テレビがマスメディアの重要な位置を占めているとは考えられていなかったためである。
こうした考え方が変わる契機となったのが東ベルリン暴動（1953年）をテレビが正確に報道したことだった。暴動の続報を抑圧する目的でDFFのディレクターが解雇され、ニュースルームはSED政治局に直結され、『アクトゥエレ・カメラ』もSED当局と同じような見解をとるようになった。
その後37年間のほとんど、番組は政府支持に偏り、反政府感情を焚き付けかねないニュースが報じられることはほぼなかった。少数の例外を除き、取り上げるニュースでは社会主義を促し、西側を否定的に描写した。

## 放送時間と人気
主要版は午後8時から放送していたが、1960年代に午後7時30分からの放送に移った。西ドイツの二大ニュース番組『ホイテ』（第2ドイツテレビ〈ZDF〉、午後7時）と『ターゲスシャウ』（ドイツ公共放送連盟〈ARD〉、午後8時）が東ドイツでも広く視聴されており、これらと放送時間が重ならないようにするためだった。当初は20分間の放送だったが、1972年に30分間に拡大した。
1970年代中盤に、もう一つの30分版が、DDR2（DDR-FSの第2放送）の午後9時半からの枠で新設。それまでは二つのチャンネルで午後7時半に同時放送を行い、翌朝9時半（のちに8時半）からDDR1の一日最初の番組として再放送していた。
一日の放送が増えるにつれて、サマリーの回数も多くなった。DDR1では朝の番組の終わりとして正午から午後1時の間に速報版が、午後5時には午後の更新版を放送。DDR2での夕方の放送は午後6時45分からの枠で開始し、のちに5時45分と6時55分に放送に変わった。深夜版は1970年代までDDR1がマガジン番組の後の午後10時あたりにヘッドラインを流す形で対応していたが、1980年代以降は最終版として一日の最後の番組として設定された。
実際のところ大半の東ドイツ国民は経済や社会の実態とかけ離れ、政治宣伝色の強い東ドイツの報道番組を信用しておらず、当局の監視から隠れて西ドイツの報道番組を見ていた。東ドイツ当局はカラー放送の方式について、西ドイツで使われていたPALではなくフランスのSECAMを採用していた。基本的な規格は同一だが、東ドイツでは西側の放送が白黒に変換されて映るようになっていた。
東ドイツの国民はPALデコーダーを購入してSECAM設定に対抗したため、結局東ベルリン当局は「テレビを通した亡命」に注意を払うのをやめ、1977年以降からはPAL、SECAM両方式に対応した設備の販売を許可した。ドイツ再統一後はSECAM方式の使用は中止され、西側同様PAL方式を使っている。
この番組のフォーマットは、当時のエストニア・ソビエト社会主義共和国に輸出され、エストニア国営テレビのニュース番組「Aktuaalne kaamera」となった。この番組は、エストニア独立後もフォーマットを何度か変えながら、現在に至るまで放送されている。

## 東ドイツ晩年の報道
ベルリンの壁崩壊の約1か月前に当たる1989年10月から、番組は党方針への忠誠をゆるめ、東ドイツを変革しようとしている出来事を公平に報じ始めた。10月16日、大規模な反政府運動によるライプツィヒ月曜デモの写真を初めて報道。この放送の2日後にはSED中央委員会総会を特集し、エーリッヒ・ホーネッカー書記長ら党指導部と数人の中央委員会メンバーの退任を伝えた。
10月30日、DD2で『アクトゥエレ・カメラ』はAK Zwoと改称。3か月後の1990年3月12日にはAK Zwoのテーマ曲やグラフィクスがDFF1（旧DDR1）での放送でも使われ始める。以降、午後0時50分の放送はAK am Mittag（『昼のアクトゥエレ・カメラ』）として、午後7時半の主要版はAK am Abend"（『夜の～』）、サマリーは一般名称のAK-Nachrichten（単なる『アクトゥエレ・カメラ　ニュース』）またはAK-Kurznachrichten（『アクトゥエレ・カメラ　短信』）と呼んだ。
1990年の放送では、全国統一直前のイベント（10月2〜3日）とその日のハイライトが紹介された。

## ドイツ再統一後
1990年12月14日午後7時半、最後のAK am abendが放送され、アンカーはヴォルフガング・マイヤー（Wolfgang Meyer）が務めた。『アクトゥエレ・カメラ』としての最後は午前1時にDFF1で放送し、アンカーはペトラ・クッシュ＝リュック（Petra Kusch-Lück）。翌日、DFFのニュース番組は『アクトゥエル』（Aktuell）に改称。東ドイツのテレビは1チャンネルに削減され、第1ドイツテレビ（Das Erste）のネットワークの一部となった。
1992年1月1日午前0時、旧DFF2は地域放送化され、新連邦州の地域チャンネルとしてARDに加盟。

## 取り上げられた作品
2003年の映画『グッバイ、レーニン!』では、ベルリンの壁崩壊の前に昏睡状態に陥り数か月後覚醒しない女性について、『アクトゥエレ・カメラ』がプロットポイントとして登場している。
映画では、彼女の子供たちが古い瓶に食べ物を入れたり、古い服を着たり、『アクトゥエレ・カメラ』の映像を大量に見せたりして、いかに彼女の寝室で東ドイツを作り出すかを描いている。主人公アレックスの友人デニスが最初にしたことの一つが、昔の東ドイツのテレビ番組のテープを入手することで、その中に「約30の『アクトゥエレ・カメラ』」があった。アレックスが、母がそのニュースが古いと気付くだろうと言うと、友人は「それでも全て同じように古くて駄目だ」と返す。アマチュア映画製作者のデニスは、西ドイツ人がネオ・ナチ集団や失業を避けるために東ドイツに流入していると言っている偽のニュース放送を作り出している。

## 司会
1952年から1990年までの主なプレゼンターは次の通り。
- Herbert Köfer
- Klaus Feldmann
- Elisabeth Süncksen
- Hans-Dieter Lange
- Angelika Unterlauf
- Wolfgang Meyer
- Wolfgang Lippe
- Matthias Schliesing
- Renate Krawielicki
- Anne-Rose Neumann
- Peter Kessel
- Christel Kern
- Klaus Ackermann
- Heidrun Schulz